# Höganäs historia
Höganäs historia är ett bokverk i två band, utgivet 2011–2013. I mars 2008 beslöt kommunfullmäktige i Höganäs kommun att ett officiellt historieverk på vetenskaplig grund om Höganäs skulle framställas samt att stadsantikvarie Henrik Ranby skulle vara dess redaktör. Medel från Gottfrid Wilhelm Nymbergs fond ställdes till förfogande.
Den första delen (2011, 475 s) behandlar Höganäs från stenålder till millennieskifte och handlar om stadens förhistoria, historia, administration, bebyggelse, näringsliv och kultur. Bland kapitelförfattarna märks arkeologiprofessor Kristina Jennbert, konsthistorikern och konstkritikern Linda Fagerström och författaren Anders Wällhed.
Den andra delen (2013, 544 s.) behandlar Kullahalvön (Höganäs kommuns nuvarande område) från istid till kommunreformer med avsnitt om landskap, Kulla fälad, landsvägar och järnvägar, äldre socknar och kommuner (Farhult, Jonstorp, Brunnby, Väsby, Viken), lantbruk, sjöfart, turism, bebyggelse och kultur. Bland kapitelförfattarna märks etnologen Karin Gustavsson, antikvarien Caroline Ranby, journalisten Erik Magnusson och konstnären Lars Vilks.